# Вадбольский, Пётр Алексеевич
Князь Пётр Алексеевич Вадбольский (1831—1885) — помещик и чиновник Волынской губернии, представитель рода Вадбольских.

## Биография
Родился 24 мая (5 июня) 1831 года. Отец — участник Бородинского сражения Алексей Петрович Вадбольский (1792—1843); его брат поручик в отставке Пётр Петрович Вадбольский (1785-?), также участвовал в битве при Бородино; был адъютантом корпусного начальника генерал-лейтенанта Чичерина.
После Петра родились: Василий (1836—?), Александр (1838—13.04.1862) и Лев (1841—?).
Князь Петр Алексеевич Вадбольский был начальником Радзивиловского таможенного округа, в 1870 году возглавил хозяйственно-строительный комитет в приграничном волынском городке Радзивилов для завершения строительства церкви Св. Александра Невского. Через директора таможенных сборов и министра финансов добился финансирования завершения строительства с царской казны (в 1873 и 1874 годах — по 4 тыс. рублей). Способствовал изготовлению иконостаса и икон в Санкт-Петербурге при участии академиков Николая Дмитриевича Федюшкина и Фёдора Александровича Васильева. Церковь, открытая в 1874 году, существует по сей день. 
Умер 12 (24) октября 1885 года в Кременецком уезде Волынской губернии. Похоронен в Радивилове у кладбищенской церкви Св. Павла Фивейского. Памятник на могиле — в виде чёрной мраморной плиты и вертикально установленного креста (памятник изготовлен в Москве, фирма Кабанова).

## Семья
Был женат на младшей дочери К. К. Фойгта Елизавете (1840—1873)